# Demangevelle
Demangevelle – miejscowość i gmina we Francji, w regionie Burgundia-Franche-Comté, w departamencie Górna Saona.
Według danych na rok 1990 gminę zamieszkiwały 423 osoby, a gęstość zaludnienia wynosiła 29 osób/km² (wśród 1786 gmin Franche-Comté Demangevelle plasuje się na 360. miejscu pod względem liczby ludności, natomiast pod względem powierzchni na miejscu 219.).